# Lamar Hunt U.S. Open Cup 2010
De Lamar Hunt U.S. Open Cup 2010 is een Amerikaans voetbaltoernooi, dat begon op 15 juni 2010 en eindigde met de finale op 5 oktober 2010. De titelhouder is Seattle Sounders FC door in de finale DC United met 2-1 te verslaan. Seattle Sounders FC verlengde zijn titel door in de finale met 2-1 te winnen van Columbus Crew.

## Kwalificatiewedstrijden MLS

#### Kwalificatiewedstrijd

##### Wedstrijd A
|                         |                                          |          |                                     |                                                                            |
| 27 april 2010 20:00 EST | Philadelphia Union                       | 1 – 2    | New York Red Bulls                  | Red Bull Arena, Harrison Toeschouwers: 3,015 Scheidsrechter: Andrew Chapin |
| 27 april 2010 20:00 EST | Jacobson 31' Le Toux 68' Miglioranzi 76' | (Report) | 16' 41' Chinn 66' Borman 81' Boyens | Red Bull Arena, Harrison Toeschouwers: 3,015 Scheidsrechter: Andrew Chapin |

#### Halve finales kwalificatie

##### Wedstrijd B
|                       |                        |          |                                   |                                                                          |
| 12 mei 2010 20:00 EDT | New England Revolution | 0 – 3    | New York Red Bulls                | Red Bull Arena, Harrison Toeschouwers: 1,935 Scheidsrechter: Shane Moody |
| 12 mei 2010 20:00 EDT | Phelan 88'             | (Report) | 36' 64' Wolyniec 62' Ubiparipović | Red Bull Arena, Harrison Toeschouwers: 1,935 Scheidsrechter: Shane Moody |

##### Game C
|                         |                                                            |                      |                                                         |                                                                                       |
| 14 april 2010 19:00 PDT | Real Salt Lake                                             | 3 – 3 (na verlening) | San Jose Earthquakes                                    | Buck Shaw Stadium, Santa Clara Toeschouwers: 2.718 Scheidsrechter: Alejandro Mariscal |
| 14 april 2010 19:00 PDT | Findley 7' Johnson 8' González 60' Beckerman Borchers 117' | (Verslag)            | 51' Beitashour 68' Leitch 88' Álvarez 108' 109' Burling | Buck Shaw Stadium, Santa Clara Toeschouwers: 2.718 Scheidsrechter: Alejandro Mariscal |

|                                            |       | strafschoppen                     |  |
| Johnson Beckerman Findley Russell Williams | 5 – 3 | Álvarez Gjertsen McDonald Sánchez |  |

##### Wedstrijd D
|                         |                  |         |                                   |                                                                                        |
| 14 april 2010 19:30 CDT | Colorado Rapids  | 2 – 1   | Kansas City Wizards               | Stanley H. Durwood Stadium, Kansas City Toeschouwers: 1.226 Scheidsrechter: Tony Russo |
| 14 april 2010 19:30 CDT | Thompson 24' 80' | Verslag | 4' Bunbury 20' Chhetri 60' Conrad | Stanley H. Durwood Stadium, Kansas City Toeschouwers: 1.226 Scheidsrechter: Tony Russo |

##### Wedstrijd E
|                    |                                                      |          |                                                                |                                                                                                |
| 28 april 19:30 EDT | FC Dallas                                            | 2 – 4    | D.C. United                                                    | Robert F. Kennedy Memorial Stadium, Washington Toeschouwers: 2,804 Scheidsrechter: Chris Penso |
| 28 april 19:30 EDT | Guarda 52' McCarty 57' (pen.) Wallace 67' Edward 72' | (Report) | 4' 59' Cristman 21' Morsink 28' Wallace 39' Castillo 51' Najar | Robert F. Kennedy Memorial Stadium, Washington Toeschouwers: 2,804 Scheidsrechter: Chris Penso |

#### Finale Kwalificatie

##### Wedstrijd F
|                       |                                        |           |                                         |                                                                           |
| 26 mei 2010 20:00 EDT | Colorado                               | 0 – 3     | New York                                | Red Bull Arena, Harrison Toeschouwers: 2,637 Scheidsrechter: Niko Bratsis |
| 26 mei 2010 20:00 EDT | Larentowicz 12' Thompson 54' Earls 86' | (Verslag) | 11' 43' Wolyniec 56' Chinn 77' Stammler | Red Bull Arena, Harrison Toeschouwers: 2,637 Scheidsrechter: Niko Bratsis |

New York Red Bulls gekwalificeerd voor de laatste 16

##### Wedstrijd G
|                       |                                                         |                       |                                                         |                                                                                                  |
| 2 juni 2010 19:30 EST | Real Salt Lake                                          | 1 – 2 (Na Verlenging) | D.C. United                                             | Robert F. Kennedy Memorial Stadium, Washington Toeschouwers: 3,074 Scheidsrechter: Mark Kadlecik |
| 2 juni 2010 19:30 EST | Beltran 70' Warner 73' Alexandre 77' Johnson 81' (pen.) | (Report)              | 75' (pen.) Emilio 90+3' Morsink 107' Najar 120+2' James | Robert F. Kennedy Memorial Stadium, Washington Toeschouwers: 3,074 Scheidsrechter: Mark Kadlecik |

D.C. United gekwalificeerd voor de laatste 16.

## Gekwalificeerde teams

### Major League Soccer (MLS)
Deze teams zijn geplaatst voor de laatste 16
- Chicago Fire
- Chivas USA
- Columbus Crew
- Houston Dynamo
- Los Angeles Galaxy
- Seattle Sounders FC
- New York Red Bulls
- Real Salt Lake of D.C. United

### USSF Division 2
- Austin Aztex FC
- Carolina RailHawks FC
- Crystal Palace Baltimore
- Miami FC
- NSC Minnesota Stars
- Portland Timbers
- Rochester Rhinos
- AC St. Louis
- FC Tampa Bay Rowdies

### United Soccer Leagues (USL)
Second Division (USL-2)
- Charleston Battery
- Charlotte Eagles
- Harrisburg City Islanders
- Pittsburgh Riverhounds
- Real Maryland Monarchs
- Richmond Kickers

### Premier Development League (PDL)
- Kitsap Pumas
- Reading United
- Ventura County Fusion
- Long Island Rough Riders
- Dayton Dutch Lions
- Des Moines Menace
- DFW Tornados
- Central Florida Kraze

### United States Adult Soccer Association (USASA)
- Brooklyn Italians
- New York Pancyprian-Freedoms
- KC Athletics
- Detroit United
- CASL Elite
- Legends FC
- Arizona Sahuaros
- Bay Area Ambassadors
- Sonoma County Sol

N.B.: Sonoma County won een speciale play-off voor de 40ste plaats in het toernooi.

## Speeldagen
| Datum                   | Ronde        | Opmerking                                                                                 |
| ----------------------- | ------------ | ----------------------------------------------------------------------------------------- |
| 15 juni                 | Eerste Ronde | 32 USL en USASA clubs starten in deze ronde                                               |
| 22 juni                 | Tweede Ronde |                                                                                           |
| 29 juni                 | Derde Ronde  | 8 MLS clubs beginnen in deze ronde, elke team speelt tegen de winnaar van de Tweede Ronde |
| 6/7 juli                | Kwartfinale  |                                                                                           |
| 31 augustus/1 september | Halve Finale |                                                                                           |
| 5 oktober               | Finale       |                                                                                           |

## Speelschema

### Eerste Ronde
|                        |                                |                       |                                |                                                                                  |
| 15 juni 2010 19:30 EST | NY Pancyprian-Freedoms (USASA) | 0-2                   | Long Island Rough Riders (PDL) | Cy Donnelly Stadium South Huntington, NY Toeschouwers: 250 Scheidsrechter: (USA) |
| 15 juni 2010 19:30 EST |                                | Kramer 19' Grendi 65' |                                | Cy Donnelly Stadium South Huntington, NY Toeschouwers: 250 Scheidsrechter: (USA) |

|                        |                           |                    |                                           |                                                                           |
| 15 juni 2010 19:00 EST | Brooklyn Italians (USASA) | 2-4 (na verlening) | Harrisburg City Islanders (USL-2)         | Skyline Sports Complex Harrisburg Toeschouwers: 521 Scheidsrechter: (USA) |
| 15 juni 2010 19:00 EST | Hamilton 16' Nittoli 65'  |                    | Jafta 19' Bloes 89' Noone 97' Oppong 119' | Skyline Sports Complex Harrisburg Toeschouwers: 521 Scheidsrechter: (USA) |

|                        |                                |                    |                      |                                                                        |
| 15 juni 2010 19:30 EST | Real Maryland Monarchs (USL-2) | 2-1 (na verlening) | Reading United (PDL) | Don Thomas Stadium Reading, PA Toeschouwers: 236 Scheidsrechter: (USA) |
| 15 juni 2010 19:30 EST | Paterson 71' Noviello 99'      |                    | Schoenle 57'         | Don Thomas Stadium Reading, PA Toeschouwers: 236 Scheidsrechter: (USA) |

|                        |                                   |                    |                          |                                                                                       |
| 15 juni 2010 19:00 EST | Crystal Palace Baltimore (D2 Pro) | 0-1 (na verlening) | Richmond Kickers (USL-2) | University of Richmond Stadium Richmond, VA Toeschouwers: 1.123 Scheidsrechter: (USA) |
| 15 juni 2010 19:00 EST |                                   | Delicâte 119'      |                          | University of Richmond Stadium Richmond, VA Toeschouwers: 1.123 Scheidsrechter: (USA) |

|                        |                           |     |                                                |                                                                          |
| 15 juni 2010 19:30 EST | CASL Elite (USASA)        | 2-4 | Charleston Battery (USL-2)                     | Blackbaud Stadium Charleston, SC Toeschouwers: 797 Scheidsrechter: (USA) |
| 15 juni 2010 19:30 EST | Merritt 53' Swinehart 80' |     | Massie 7' Coleman 12' Prince 42' Heinemann 68' | Blackbaud Stadium Charleston, SC Toeschouwers: 797 Scheidsrechter: (USA) |

|                        |                          |           |                             |                                                    |
| 15 juni 2010 19:05 EST | Charlotte Eagles (USL-2) | 0-1       | Carolina Railhawks (D2 Pro) | WakeMed Soccer Park Cary, NC Scheidsrechter: (USA) |
| 15 juni 2010 19:05 EST |                          | Bundu 23' |                             | WakeMed Soccer Park Cary, NC Scheidsrechter: (USA) |

|                        |                          |                             |                           |                                                                            |
| 15 juni 2010 19:05 EST | Dayton Dutch Lions (PDL) | 0-2                         | Rochester Rhinos (D2 Pro) | Marina Auto Stadium Rocester, NY Toeschouwers: 3.127 Scheidsrechter: (USA) |
| 15 juni 2010 19:05 EST |                          | Nuñez 18' Franks 28' (pen.) |                           | Marina Auto Stadium Rocester, NY Toeschouwers: 3.127 Scheidsrechter: (USA) |

|                        |                        |                      |                                |                                                                                      |
| 15 juni 2010 19:00 EST | Detroit United (USASA) | 0-2                  | Pittsburgh Riverhounds (USL-2) | Chartiers Valley High School Bridgeville, PA Toeschouwers: 257 Scheidsrechter: (USA) |
| 15 juni 2010 19:00 EST |                        | Weekes 35' Gazda 42' |                                | Chartiers Valley High School Bridgeville, PA Toeschouwers: 257 Scheidsrechter: (USA) |

|                        |                                |     |                                                  |                                                         |
| 15 juni 2010 19:00 CDT | KC Athletics (USASA)           | 2-4 | NSC Minnesota Stars (D2 Pro)                     | National Sports Center Blaine, MN Scheidsrechter: (USA) |
| 15 juni 2010 19:00 CDT | Hoffman 61' (pen.) Perkins 72' |     | Ukah 35' 45+1' Hlavaty 75' (pen.) Bracalello 71' | National Sports Center Blaine, MN Scheidsrechter: (USA) |

|                        |                       |     |                         |                                                                              |
| 15 juni 2010 19:30 CDT | AC St. Louis (D2 Pro) | 1-0 | Des Moines Menace (PDL) | Valley Stadium West Des Moines, IA Toeschouwers: 2.090 Scheidsrechter: (USA) |
| 15 juni 2010 19:30 CDT | Ambersley 70'         |     |                         | Valley Stadium West Des Moines, IA Toeschouwers: 2.090 Scheidsrechter: (USA) |

|                        |                             |                    |                                       |                                                            |
| 15 juni 2010 19:30 EST | Central Florida Kraze (PDL) | 1-5 (na verlening) | Miami FC (D2 Pro)                     | Lockhart Stadium Fort Lauderdale, FL Scheidsrechter: (USA) |
| 15 juni 2010 19:30 EST | Millar 57'                  |                    | Gómez 2' Araujo 110', 112' 113', 119' | Lockhart Stadium Fort Lauderdale, FL Scheidsrechter: (USA) |

|                        |                                     |     |                    |                                                   |
| 15 juni 2010 20:00 CDT | FC Tampa Bay Rowdies (D2 Pro)       | 3-0 | Legends FC (USASA) | Richland Stadium Dallas, TX Scheidsrechter: (USA) |
| 15 juni 2010 20:00 CDT | Burt 2' Adjeman-Pamboe 38' King 85' |     |                    | Richland Stadium Dallas, TX Scheidsrechter: (USA) |

|                        |                    |                            |                       |                                             |
| 15 juni 2010 19:30 CDT | DFW Tornados (PDL) | 0-3                        | Austin Aztex (D2 Pro) | House Park Austin, TX Scheidsrechter: (USA) |
| 15 juni 2010 19:30 CDT |                    | Watson 25' 63' Worthen 33' |                       | House Park Austin, TX Scheidsrechter: (USA) |

|                        |                          |                                         |                             |                                                                     |
| 15 juni 2010 19:05 PDT | Arizona Sahuaros (USASA) | 1-1 (na verlening) 4-2 na strafschoppen | Ventura County Fusion (PDL) | Ventura College Ventura, CA Toeschouwers: 487 Scheidsrechter: (USA) |
| 15 juni 2010 19:05 PDT | DeLeon 26'               |                                         | Jagne 60'                   | Ventura College Ventura, CA Toeschouwers: 487 Scheidsrechter: (USA) |

|                                         |       | strafschoppen                          |  |
| C. Green B. Green LaMarca Garcia DeLeon | 4 - 2 | Watson Hustedt Di. Barrera Da. Barrera |  |

|                        |                           |                                  |                           |                                                                 |
| 15 juni 2010 19:00 PDT | Sonoma County Sol (USASA) | 0-3                              | Portland Timbers (D2 Pro) | PGE Park Portland, OR Toeschouwers: 2.107 Scheidsrechter: (USA) |
| 15 juni 2010 19:00 PDT |                           | Nimo 58' Suzuki 88' Marcelin 90' |                           | PGE Park Portland, OR Toeschouwers: 2.107 Scheidsrechter: (USA) |

|                        |                              |                    |                                           |                                                                |
| 15 juni 2010 19:00 PDT | Bay Area Ambassadors (USASA) | 2-4 (na verlening) | Kitsap Pumas (PDL)                        | Bremerton Memorial Stadium Bremerton, WA Scheidsrechter: (USA) |
| 15 juni 2010 19:00 PDT | Da Silva 71' 77'             |                    | Fishbaugher 3' 110' Hyde 16' Phillips 96' | Bremerton Memorial Stadium Bremerton, WA Scheidsrechter: (USA) |

### Tweede Ronde
|                        |                                |           |                                   |                                                                                         |
| 22 juni 2010 19:00 EDT | Long Island Rough Riders (PDL) | 0-1       | Harrisburg City Islanders (USL-2) | Skyline Sports Complex Harrisburg, PA Toeschouwers: 457 Scheidsrechter: brian Dunn(USA) |
| 22 juni 2010 19:00 EDT |                                | Bloes 33' |                                   | Skyline Sports Complex Harrisburg, PA Toeschouwers: 457 Scheidsrechter: brian Dunn(USA) |

|                        |                                |     |                                        |                                                                                       |
| 22 juni 2010 19:00 EDT | Real Maryland Monarchs (USL-2) | 1-3 | Richmond Kickers (USL-2)               | University of Richmond Stadium Richmond, VA Toeschouwers: 1.360 Scheidsrechter: (USA) |
| 22 juni 2010 19:00 EDT | Sanchez 83'                    |     | William 10' Delicâte 69' Foglesong 79' | University of Richmond Stadium Richmond, VA Toeschouwers: 1.360 Scheidsrechter: (USA) |

|                        |                                |                                |                           |                                                                             |
| 22 juni 2010 19:05 EDT | Pittsburgh Riverhounds (USL-2) | 0-3                            | Rochester Rhinos (D2 Pro) | Marina Auto Stadium Rochester, NY Toeschouwers: 1.788 Scheidsrechter: (USA) |
| 22 juni 2010 19:05 EDT |                                | Rosenlund 3' 66' Pitchkolan 8' |                           | Marina Auto Stadium Rochester, NY Toeschouwers: 1.788 Scheidsrechter: (USA) |

|                        |                             |     |                            |                                                                                         |
| 22 juni 2010 19:30 EDT | Carolina RailHawks (D2 Pro) | 1-2 | Charleston Battery (USL-2) | Blackbaud Stadium Charleston, SC Toeschouwers: 1.409 Scheidsrechter: Mark Cleland (USA) |
| 22 juni 2010 19:30 EDT | Shields 64'                 |     | Mayard 23' Neagle 41'      | Blackbaud Stadium Charleston, SC Toeschouwers: 1.409 Scheidsrechter: Mark Cleland (USA) |

|                       |                       |                    |                               |                                                            |
| 22 juni 2010 19:30EDT | FC Tampa Bay (D2 Pro) | 1-2 (na verlening) | Miami FC (D2 Pro)             | Lockhart Stadium Fort Lauderdale, FL Scheidsrechter: (USA) |
| 22 juni 2010 19:30EDT | Diaz 82'              |                    | Araujo 2' Thompson 98' (pen.) | Lockhart Stadium Fort Lauderdale, FL Scheidsrechter: (USA) |

|                        |                       |     |                              |                                                         |
| 22 juni 2010 19:00 CDT | AC St. Louis (D2 Pro) | 1-0 | NSC Minnesota Stars (D2 Pro) | National Sports Center Blaine, MN Scheidsrechter: (USA) |
| 22 juni 2010 19:00 CDT | Ambersley 35'         |     |                              | National Sports Center Blaine, MN Scheidsrechter: (USA) |

|                        |                          |     |                        |                                             |
| 22 juni 2010 19:30 CDT | Arizona Sahuaros (USASA) | 1-3 | Austin Aztex (D2 Pro)  | House Park Austin, TX Scheidsrechter: (USA) |
| 22 juni 2010 19:30 CDT | Cornwall 55'             |     | Marošević 35' 81' 90+' | House Park Austin, TX Scheidsrechter: (USA) |

|                        |                            |     |                    |                                                                |
| 22 juni 2010 19:00 PDT | Portland Timbers (D2 Pro)  | 4-1 | Kitsap Pumas (PDL) | Bremerton Memorial Stadium Bremerton, WA Scheidsrechter: (USA) |
| 22 juni 2010 19:00 PDT | Smith 34' Dike 37' 47' 62' |     | Christner 87'      | Bremerton Memorial Stadium Bremerton, WA Scheidsrechter: (USA) |

### Laatste 16
|                        |                    |                     |                          |                                                                           |
| 29 juni 2010 19:00 EDT | Harrisburg (USL-2) | 1-0 (na extra tijd) | New York Red Bulls (MLS) | Toeschouwers: Skyline Sports Complex Harrisburg, PA Scheidsrechter: (USA) |
| 29 juni 2010 19:00 EDT |                    |                     |                          | Toeschouwers: Skyline Sports Complex Harrisburg, PA Scheidsrechter: (USA) |

|                        |                  |     |                   |                                                        |
| 29 juni 2010 19:30 EDT | Richmond (USL-2) | 0-2 | D.C. United (MLS) | George Mason Stadium Fairfax, VA Scheidsrechter: (USA) |
| 29 juni 2010 19:30 EDT |                  |     |                   | George Mason Stadium Fairfax, VA Scheidsrechter: (USA) |

|                        |                    |     |                     |                                                          |
| 29 juni 2010 19:30 EDT | Rochester (D2 Pro) | 1-2 | Columbus Crew (MLS) | Columbus Crew Stadium Columbus, OH Scheidsrechter: (USA) |
| 29 juni 2010 19:30 EDT |                    |     |                     | Columbus Crew Stadium Columbus, OH Scheidsrechter: (USA) |

|                        |                    |           |                    |                                                  |
| 29 juni 2010 19:30 CDT | Charleston (USL-2) | 0-0 (3-0) | Chicago Fire (MLS) | Toyota Park Bridgeview, IL Scheidsrechter: (USA) |
| 29 juni 2010 19:30 CDT |                    |           |                    | Toyota Park Bridgeview, IL Scheidsrechter: (USA) |

|                        |                |     |                      |                                                                    |
| 29 juni 2010 19:30 CDT | Miami (D2 Pro) | 0-1 | Houston Dynamo (MLS) | Carl Lewis International Complex Houston, TX Scheidsrechter: (USA) |
| 29 juni 2010 19:30 CDT |                |     |                      | Carl Lewis International Complex Houston, TX Scheidsrechter: (USA) |

|                        |                    |     |                          |                                                        |
| 29 juni 2010 19:30 PDT | St. Louis (D2 Pro) | 0-2 | Los Angeles Galaxy (MLS) | The Home Depot Center Carson, CA Scheidsrechter: (USA) |
| 29 juni 2010 19:30 PDT |                    |     |                          | The Home Depot Center Carson, CA Scheidsrechter: (USA) |

|                        |                           |                  |                   |                                                                    |
| 29 juni 2010 19:00 PDT | Seattle Sounders FC (MLS) | 1-1 (4-3 na pen) | Portland (D2 Pro) | Fullerton State Sports Complex Fullerton, CA Scheidsrechter: (USA) |
| 29 juni 2010 19:00 PDT |                           |                  |                   | Fullerton State Sports Complex Fullerton, CA Scheidsrechter: (USA) |

|                        |                 |     |                  |                                                                    |
| 29 juni 2010 19:30 PDT | Austin (D2 Pro) | 0-1 | Chivas USA (MLS) | Fullerton State Sports Complex Fullerton, CA Scheidsrechter: (USA) |
| 29 juni 2010 19:30 PDT |                 |     |                  | Fullerton State Sports Complex Fullerton, CA Scheidsrechter: (USA) |

### Kwartfinale
|                       |                                           |     |                     |                                                                                             |
| 6 juli 2010 19:30 EDT | Charleston Battery (USL-2)                | 0-3 | Columbus Crew (MLS) | Columbus Crew Stadium Columbus, OH Toeschouwers: 1,847 Scheidsrechter: Hilario Grajeda(USA) |
| 6 juli 2010 19:30 EDT | Rentería 38' (pen.) Lenhart 70' Gaven 87' |     |                     | Columbus Crew Stadium Columbus, OH Toeschouwers: 1,847 Scheidsrechter: Hilario Grajeda(USA) |

|                       |                         |       |                      |                                                                                           |
| 6 juli 2010 19:30 CDT | Chivas USA (MLS)        | 3 – 1 | Houston Dynamo (MLS) | Robertson Stadium Houston, TX Toeschouwers: 1,097 Scheidsrechter: Daniel Fitzgerald (USA) |
| 6 juli 2010 19:30 CDT | Braun 5' 90' Lahoud 65' |       | Oduro 86'            | Robertson Stadium Houston, TX Toeschouwers: 1,097 Scheidsrechter: Daniel Fitzgerald (USA) |

|                       |                          |               |                           |                                                                                            |
| 7 juli 2010 19:30 PDT | Los Angeles Galaxy (MLS) | 0 – 2         | Seattle Sounders FC (MLS) | Starfire Sports Complex Tukwila, WA Toeschouwers: 4.512 Scheidsrechter: Jair Marrufo (USA) |
| 7 juli 2010 19:30 PDT |                          | Jaqua 50' 62' |                           | Starfire Sports Complex Tukwila, WA Toeschouwers: 4.512 Scheidsrechter: Jair Marrufo (USA) |

|                        |                                   |                         |                   |                                                     |
| 21 juli 2010 19:30 EDT | Harrisburg City Islanders (USL-2) | 0-2                     | D.C. United (MLS) | Maryland SoccerPlex Boyds, MD Scheidsrechter: (USA) |
| 21 juli 2010 19:30 EDT |                                   | Bošković 1' Khumalo 47' |                   | Maryland SoccerPlex Boyds, MD Scheidsrechter: (USA) |

### Halve finale
|                            |                                                       |                       |                                                           |                                                                     |
| 1 september 2010 19:30 EDT | Columbus Crew                                         | 2 – 1 (Na extra tijd) | DC United                                                 | RFK Stadium Washington DC Toeschouwers: 3,411 Scheidsrechter: (USA) |
| 1 september 2010 19:30 EDT | Iro 89' O'Rourke 59' Lenhart 96' Schelotto 98' (pen.) | Report                | Hernández 13' (pen.) Jakovic 39' Hernández 59' Talley 97' | RFK Stadium Washington DC Toeschouwers: 3,411 Scheidsrechter: (USA) |

|                            |                          |        |                                      |                                                                                           |
| 1 september 2010 19:30 PDT | Chivas USA               | 1 – 3  | Seattle Sounders FC                  | Starfire Sports Complex Tukwila Toeschouwers: 4,547 Scheidsrechter: Ricardo Salazar (USA) |
| 1 september 2010 19:30 PDT | Nagamura 51' Padilla 66' | Report | Jaqua 10' 92' Montero 59' Alonso 79' | Starfire Sports Complex Tukwila Toeschouwers: 4,547 Scheidsrechter: Ricardo Salazar (USA) |

### Finale
|                          |                                                 |          |                                         |                                                                           |
| 5 oktober 2010 19:00 PDT | Columbus Crew                                   | 1 – 2    | Seattle Sounders FC                     | Qwest Field, Seattle Toeschouwers: 31.311 Scheidsrechter: Michael Kennedy |
| 5 oktober 2010 19:00 PDT | Burns 24' Francis 28' Carroll 41' Schelotto 87' | (Report) | Riley 23' Nyassi 38' 66' 76' Alonso 72' | Qwest Field, Seattle Toeschouwers: 31.311 Scheidsrechter: Michael Kennedy |